# Tours jumelles de Kungsholmsporten
Les tours jumelles de Kungsholmsporten (en suédois : Kungsholmsporten Tvillingtornen) sont deux tours du quartier Stadshagen de l'île de Kungsholmen à Stockholm en Suède,.

## Description
Les tours s'élèvent de chaque côté d'Essingeleden sur la rive nord-ouest de Kungsholmen.
Les tours sont situés à moins de 35 mètres de la voie de circulation 
Les tours de 20 étages ont une hauteur de 68 mètres.
Le bureau d'architecte Wingårdh a conçu les deux tours jumelles comme des monolithes noirs avec le côté large faisant face à Essingeleden et le côté pignon faisant face au canal de Karlberg. 
Elles forment un « écran » devant les bâtiments situés derrière. Les façades des tours sont revêtues de terrazzo noir. Les bâtiments qui s'étendent dans les rues environnantes ont sept à huit étages. Les bâtiments les plus bas du quartier ont un revêtement de façade d'une couleur plus claire.
L'installation est conçue comme une maison passive, dont les murs extra-isolés, les fenêtres à basse consommation d'énergie et la ventilation mécanique contrôlée (système d'extraction et d'alimentation en air avec récupération de chaleur) signifient que la chaleur des équipements électriques, du soleil et des personnes est utilisée pour le chauffage. Les besoins de chauffage restants sont couverts par une pompe à chaleur alimentée par l’électricité d’une petite éolienne.

## Galerie

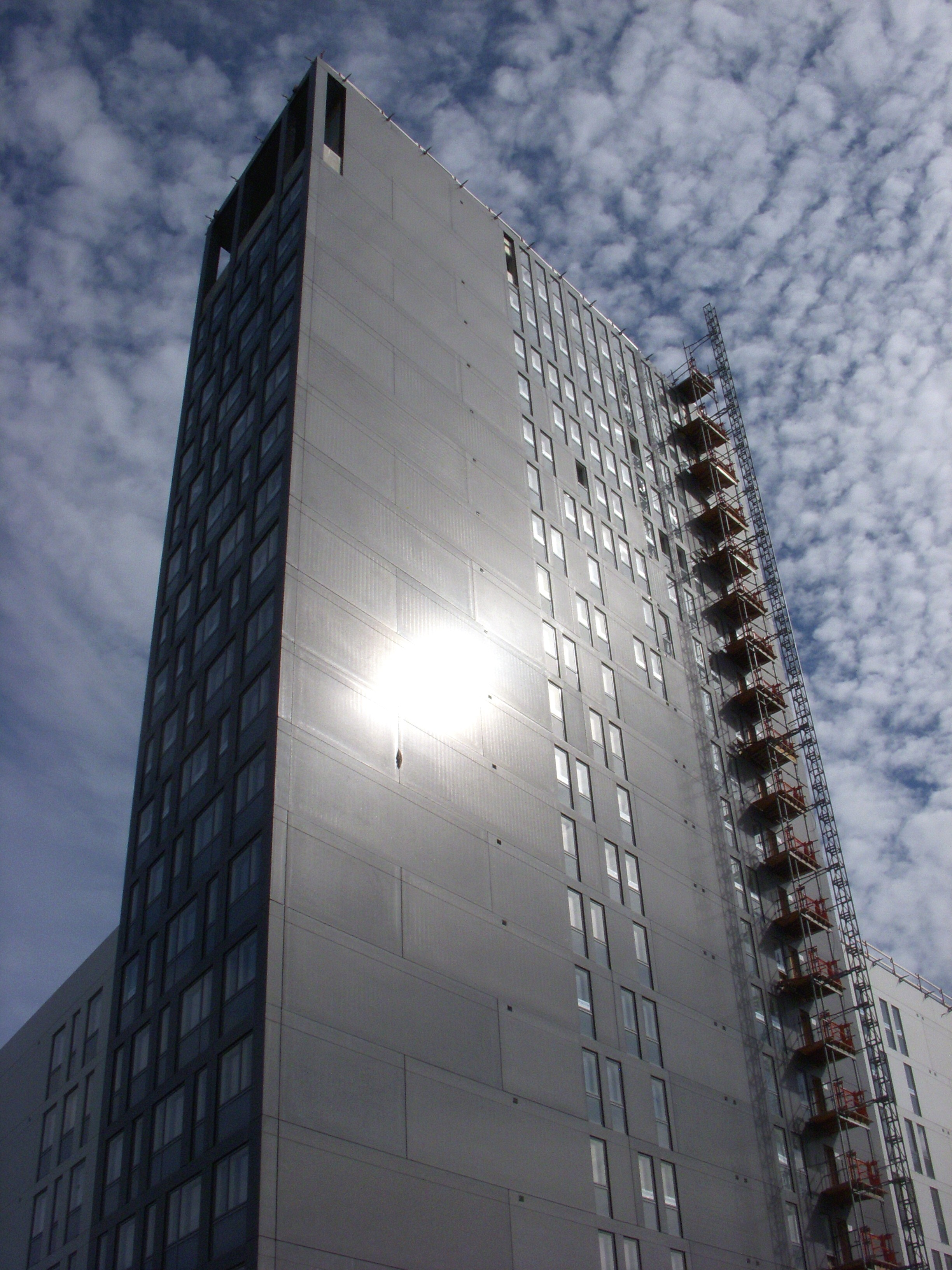
La tour est.
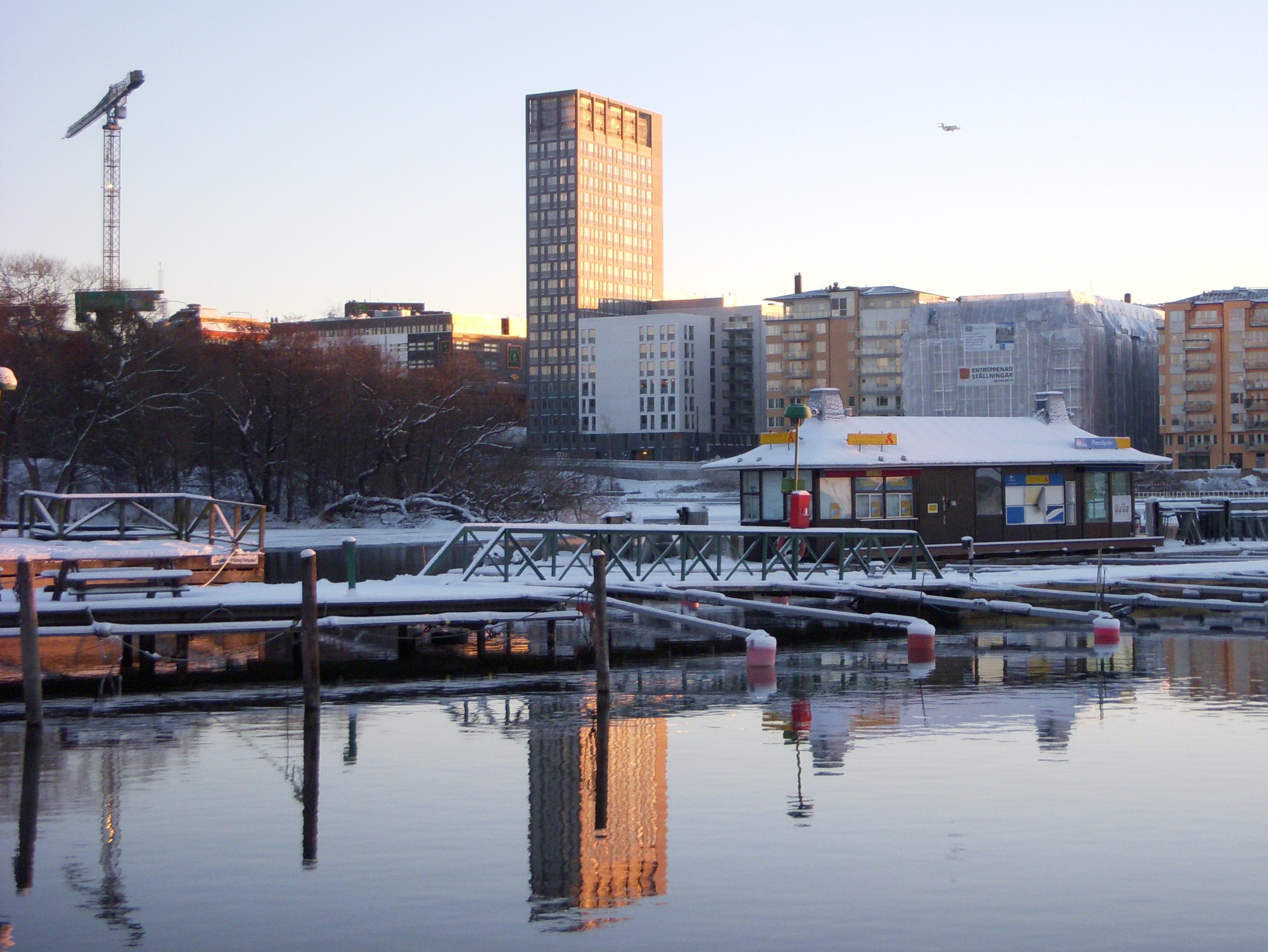
La tour Ouest vue de la Marina Pampa.
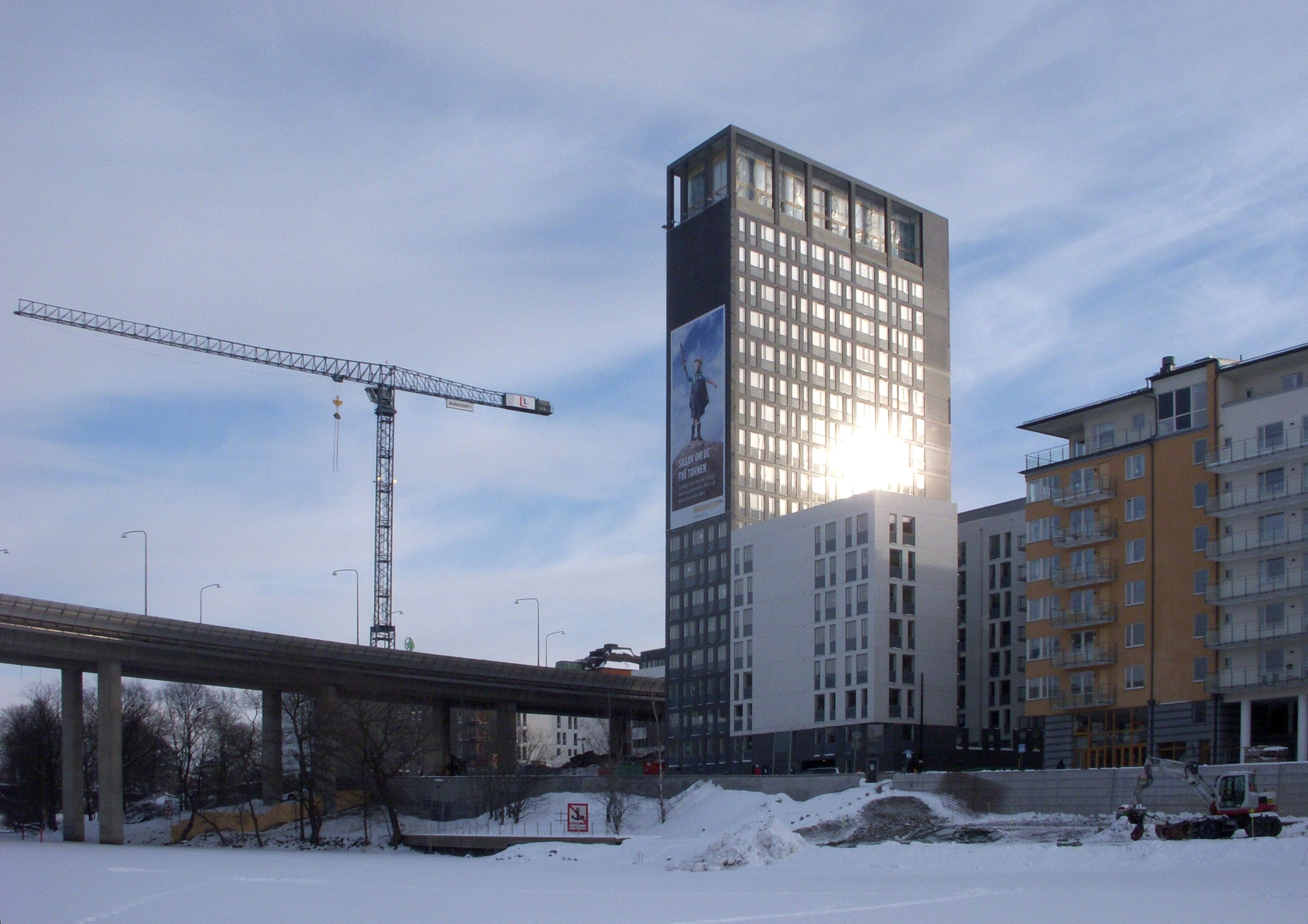
La tour Ouest.
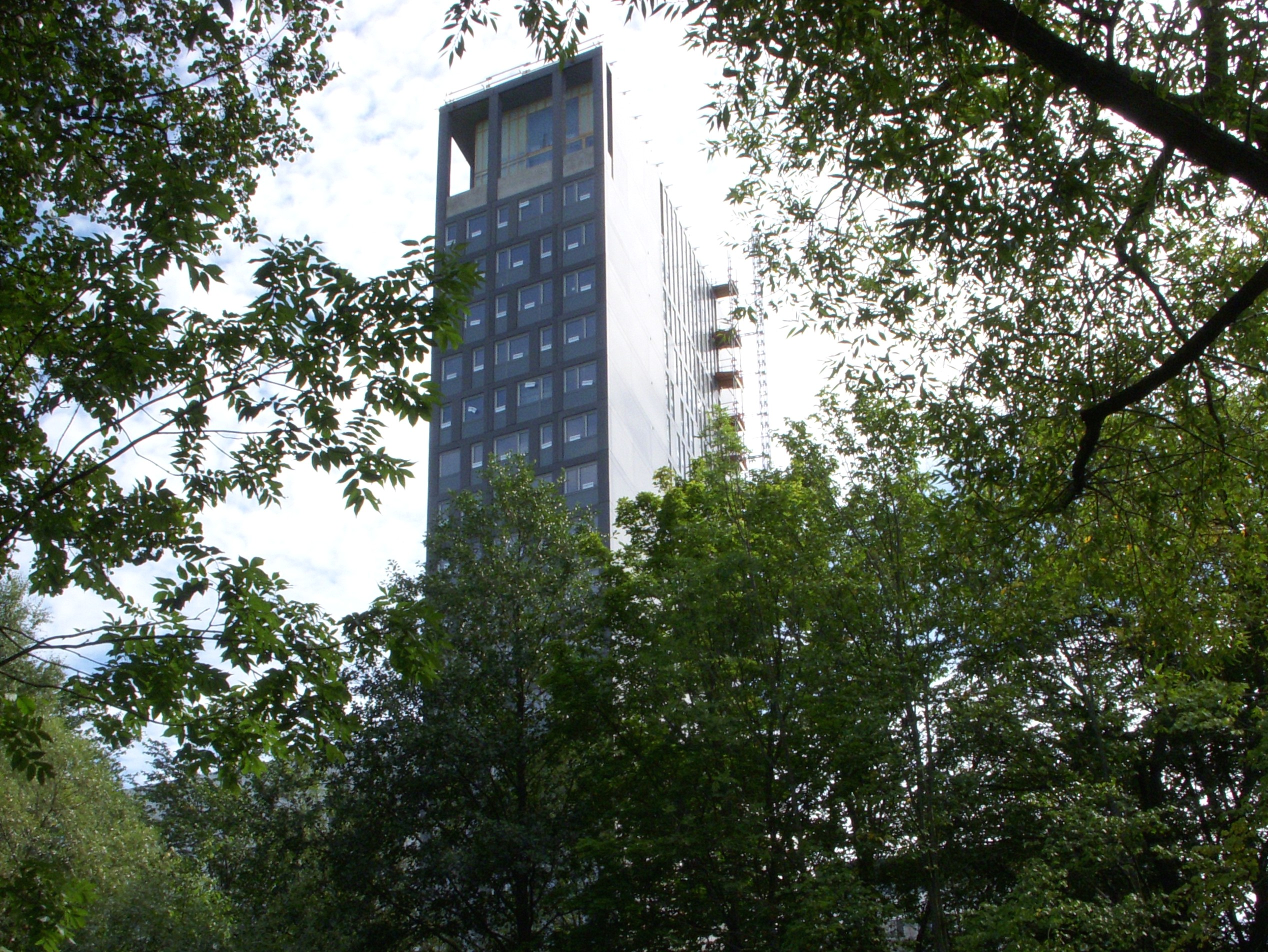
Tour de l'est vue du canal de Karlberg..

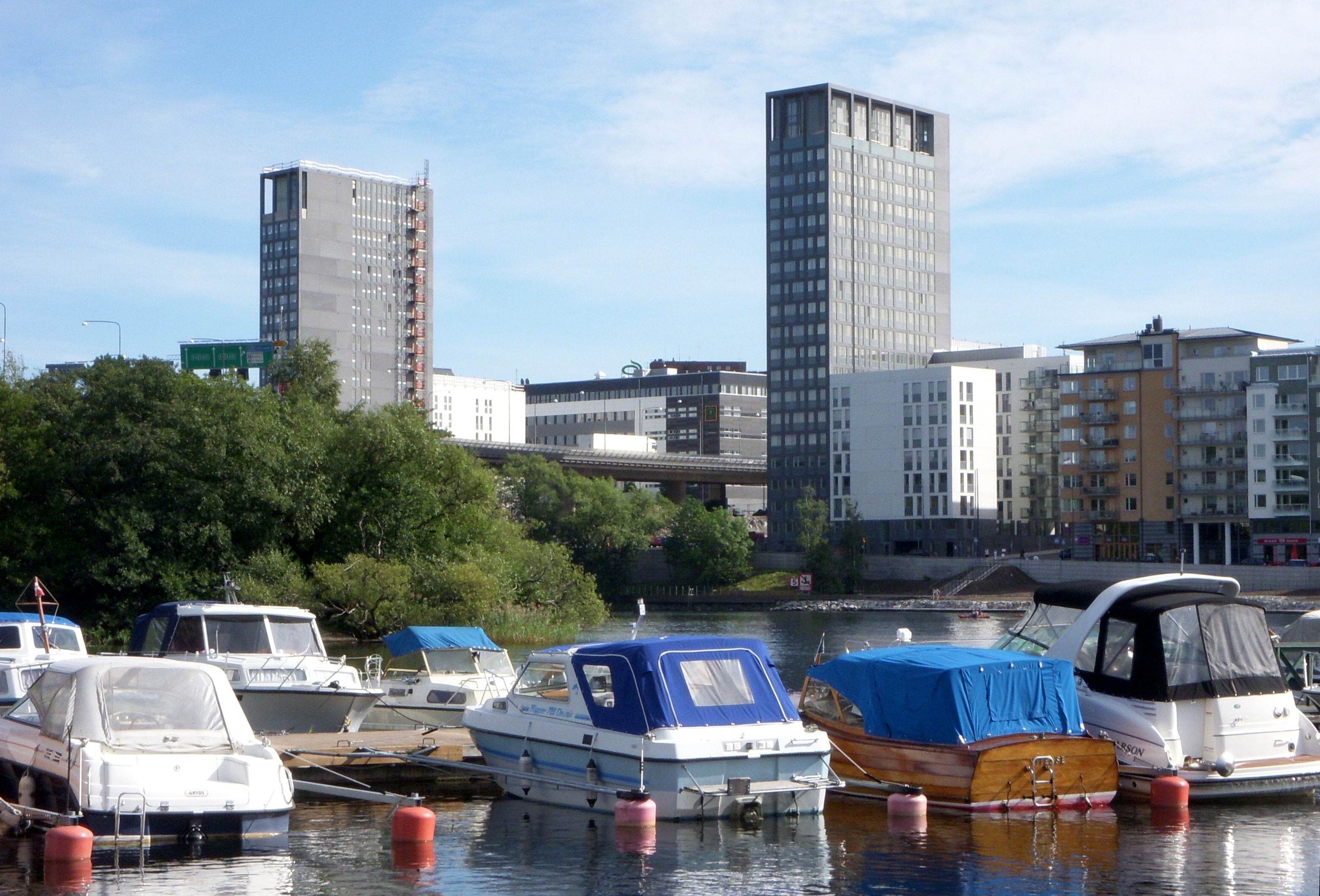
Les tours jumelles.
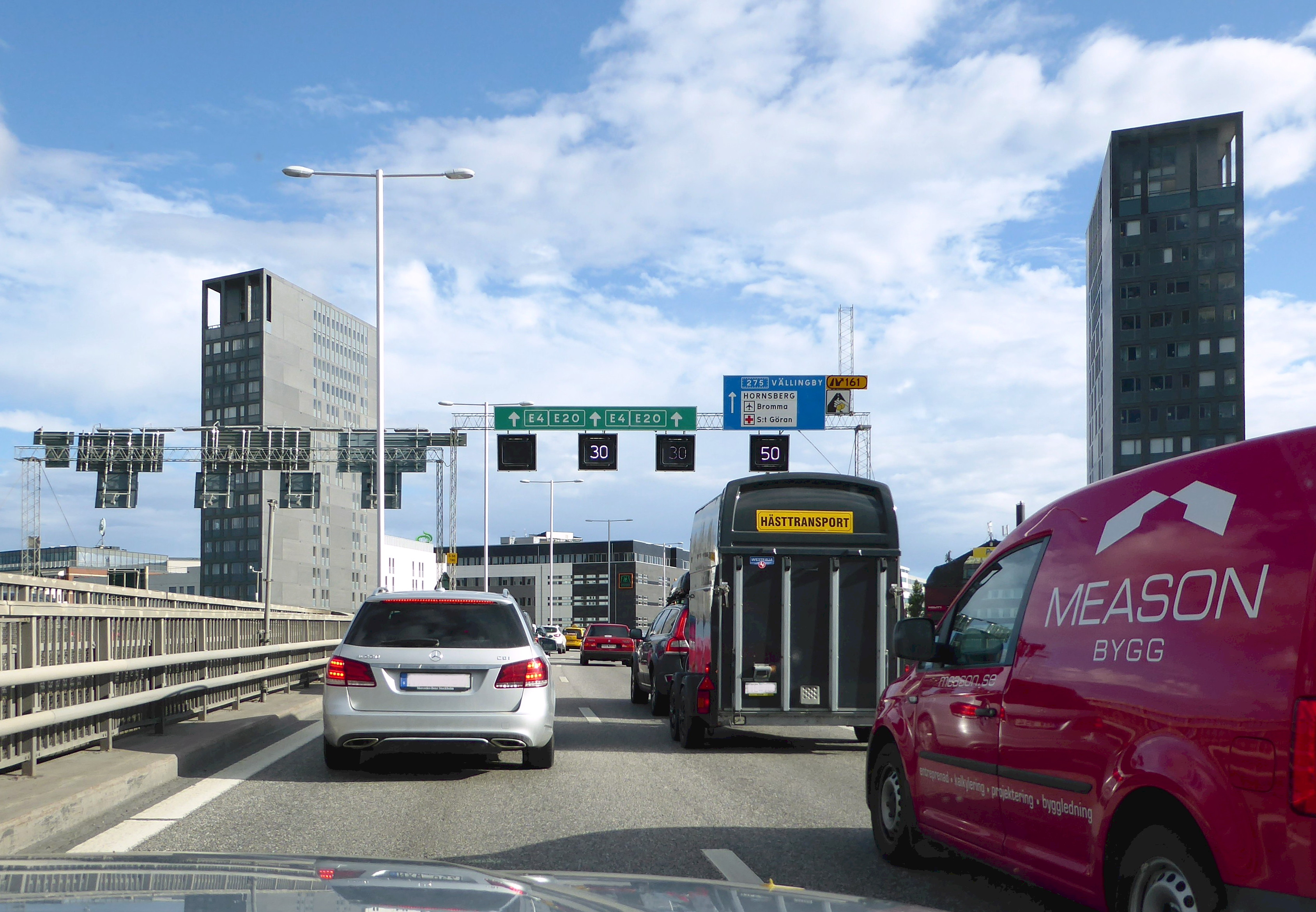
Les tours jumelles du nord à travers l'Essingeleden.
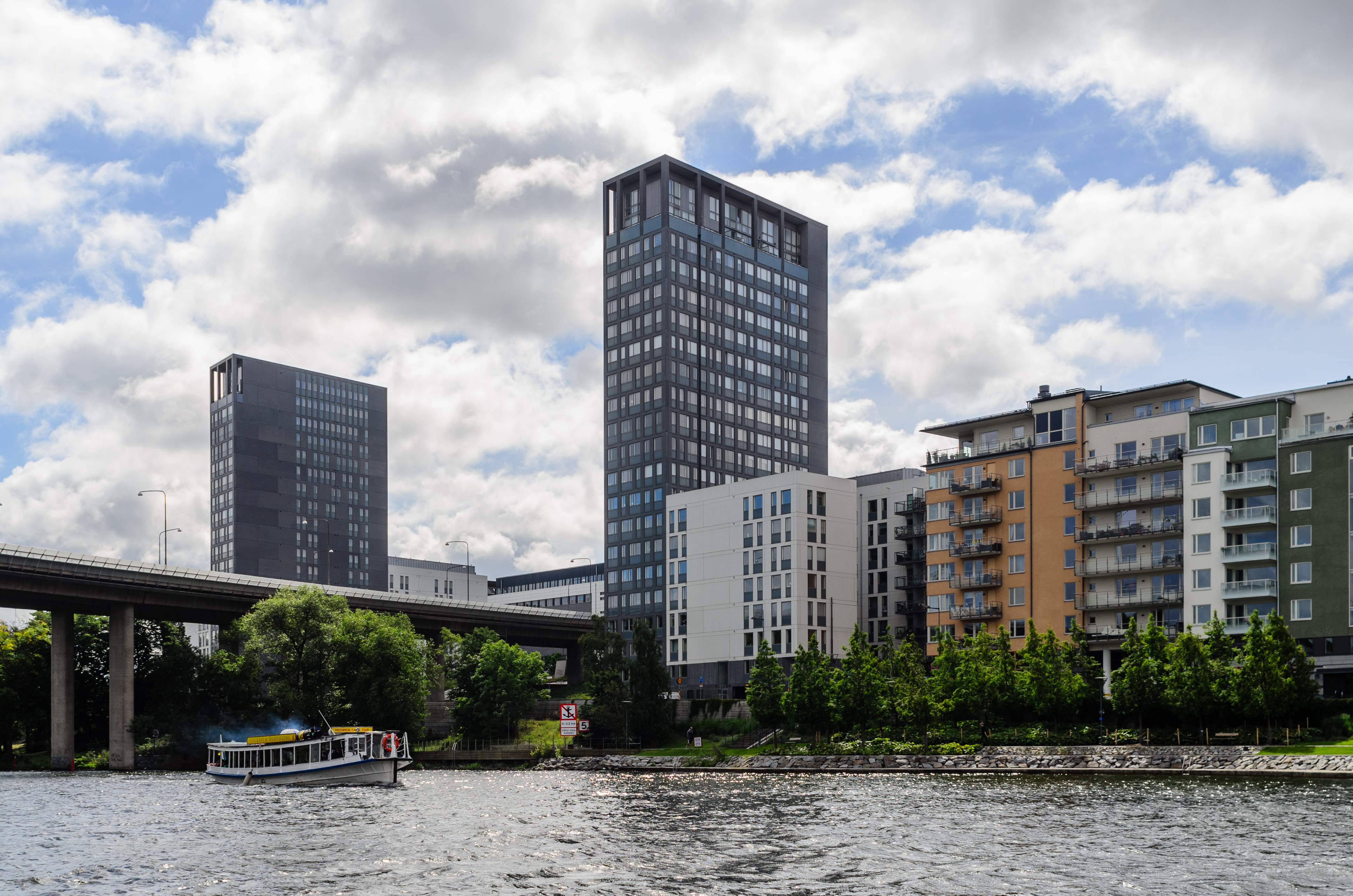
Îlot urbain Brovakten.